# مغارة البحيرة
مغارة البحيرة أو مغارة المطران، مغارة واقعة في بلدة البحيرة، التي تمتد على مساحة 1215 متراً، ويتخطى ارتفاعها في بعض الأماكن الثلاثين متراً.

## مواصفاتها
لم يتمكن إلا قلة من دخول «مغارة المطران» بفعل المياه التي تحولت إلى ما يشبه البحيرة في داخلها.
يتم الاستفادة من مياهها لري بساتين منطقة البحيرة وبلدة مزيارة المجاورة لها، كما يتم جرّ المياه منها إلى بلدة البحيرة وبلدة مزيارة المجاورة لاستعمالها كمياه شفة.
وتتألف مغارة المطران من طابقين اثنين، والدخول إليها صعب، ويحتاج إلى عدة كاملة خاصة باستكشاف المغاور، وهي تحتوي على بحيرة بعمق يتخطى المترين تتغذى من شلال يرتفع نحو عشرة أمتار، ويعلوهما الطابق الثاني من المغارة، والذي يحوي صواعد ونوازل يتخطى البعض منها ال15 متراً، وهي ضخمة وبكميات كبيرة.
تم تصنيفها من قبل «الجمعية اللبنانية لدراسة المغاور» من المغاور المهمة في لبنان، ولكن من الصعب التجول داخلها، إذ ان أول مئة متر فقط منها تمّ تجهيزه لإستغلاله في سحب المياه. وهي غير مفتوحة للزيارة إلا بإذن مُسبق من البلدية.